# 阿兰娜·斯蒂芬森
阿兰娜·斯蒂芬森（1996年12月4日—），愛爾蘭女子羽毛球運動員。

## 簡歷
2012年10月，阿兰娜·斯蒂芬森出戰愛爾蘭羽毛球未來系列賽，除與瑞秋·达拉赫合作拿得女子雙打亞軍外，又與乔纳森·多兰打進混合雙打比賽四強。

## 主要比賽成績
只列出曾進入準決賽的國際賽事成績：
| 年份   | 賽事                   | 公開賽級別 | 項目     | 拍檔        | 成績   |
| ------ | ---------------------- | ---------- | -------- | ----------- | ------ |
| 2012年 | 愛爾蘭羽毛球未來系列賽 | 未來系列賽 | 女子雙打 | 瑞秋·达拉赫 | 亞軍   |
| 2012年 | 愛爾蘭羽毛球未來系列賽 | 未來系列賽 | 混合雙打 | 乔纳森·多兰 | 準決賽 |
| 2013年 | 愛爾蘭羽毛球未來系列賽 | 未來系列賽 | 女子雙打 | Keady Smith | 準決賽 |

| 2007-2017年 | 首要超級賽 | 超級賽 | 黃金大獎賽 | 大獎賽 | 國際挑戰賽 | 國際系列賽 | 未來系列賽 | 其他 |

| 2018-2026年 | 總決賽 | 超級1000賽 | 超級750賽 | 超級500賽 | 超級300賽 | 超級100賽 | 國際挑戰賽 | 國際系列賽 | 未來系列賽 | 其他 |